# Le Capital (manga)
Pour les articles homonymes, voir Le Capital (homonymie).
Le Capital (資本論, Shihonron) est un manga japonais dessiné par Variety Artworks et paru chez East Press en 2008 dans sa collection Manga de Dokuha. Il est traduit en français chez Soleil en 2011. Il s'agit d'une adaptation du livre de Karl Marx, Le Capital.

## Résumé
Le premier tome du manga se concentre sur une série d'exemples tandis que le second présente l'argumentation théorique de Marx sur les mécanismes du capitalisme.
Le premier tome suit le parcours d'un fromager artisanal, Robin, dont la mère est morte faute d'argent pour payer ses soins médicaux. Les affaires de Robin marchent bien, mais il désire s'enrichir et accepte l'offre d'un entrepreneur qui lui propose de passer à une production industrielle. Devenu patron, Robin est confronté aux impératifs de productivité et de rentabilité inhérents au système capitaliste.
Le second tome se fonde sur cette fiction pour présenter l'argumentation théorique de Marx. Il intègre également les commentaires de Friedrich Engels, auteur des livres II et III du Capital (écrits sur la base des brouillons laissés par Marx).

## Histoire éditoriale
La version originale de cette adaptation du Capital est écrite par un collectif qui signe Variety Artworks et paraît au Japon en 2008 chez East Press, un éditeur spécialisé dans l'adaptation en mangas de livres fameux. En France, le manga est publié en deux tomes chez Soleil en 2011, dans la collection "Mangas classiques", précédé par une préface d'Olivier Besancenot.

## Accueil critique
Sur le site Actua BD, Charles-Louis Detournay signe une critique favorable, évoquant « une gageure...qui se révèle heureusement à la hauteur de ses ambitions », qui « valorise de la meilleure façon » son sujet. Il apprécie le « discours aussi clair que précis » qui met à la portée d'un public plus large la somme ardue de Marx. Tout en remarquant que les exemples du premier tome versent dans une « caricature (...) un peu facile », il admet que cette mise en situation permet de « comprendre les dérives du système ». Il indique que le second tome, « nettement plus centré sur la philosophie du système », est « saisissant d'intérêt ». Sur le site Manga News, la rédaction du site confère au Capital la note de 16,5 sur 20. La critique affirme que le scénario réparti en deux tomes permet de « "mettre en scène" de façon claire et plaisante les principales découvertes de Marx » et constitue ainsi un « format à la fois didactique et attrayant » propre à faire découvrir l'ouvrage de Marx à un plus large public.
Dans la critique publiée sur son blog "Des bulles carrées" sur la version française du magazine en ligne Slate, Laureline Karaboudjan rappelle à quel point l'ouvrage original de Marx semblait mal se prêter à une telle adaptation, puis estime que le manga, qui invente une intrigue romanesque et des personnages afin d'illustrer le propos du livre, est « plutôt agréable à lire ». Elle juge que le diptyque formé par l'histoire de Robin et par sa transposition théorique constitue « un ensemble à la fois didactique et distrayant ». Elle remarque cependant que le choix d'avoir situé l'histoire de Robin au XIXe siècle risque de ne pas inciter le jeune public visé à « s'identifier aux ouvriers martyrisés » et remarque : « Il aurait été intéressant de situer l’histoire au XXIe siècle, dans un centre d'appels par exemple, ou un supermarché, nos usines modernes ».